# The Nashville Sound
| Совокупная оценка   | Совокупная оценка |
| Источник            | Оценка            |
| ------------------- | ----------------- |
| Metacritic          | 82/100            |
| Оценки критиков     |                   |
| Источник            | Оценка            |
| AllMusic            | [ 2 ]             |
| American Songwriter | [ 3 ]             |
| The A.V. Club       | B+                |
| The Independent     | [ 5 ]             |
| Mojo                | [ 6 ]             |
| Pitchfork           | 6.3/10            |
| Record Collector    | [ 8 ]             |
| Rolling Stone       | [ 9 ]             |
| Uncut               | 9/10              |
| Vice                | A                 |

The Nashville Sound — шестой студийный альбом американского кантри- и рок-музыканта Джейсона Исбелла, изданный 16 июня 2017 года на студии Southeastern Records при участии его группы «The 400 Unit». Диск достиг четвёртого места в американском хит-параде Billboard 200 с дебютным тиражом 54 000 копий, а также стал № 1 в кантри-, рок- и фолк-чартах США (Top Country Albums, «US Folk Albums» и «Top Rock Albums», соответственно).
В 2018 году получил премию Грэмми в категории Лучший американа-альбом.

## История
Альбом получил положительные отзывы музыкальной критики и интернет-изданий, что впоследствии получило отражение в полученных наградах. Альбом позволил Исбеллу получить свою первую номинацию на CMA Award. Он также получил номинацию Album of the Year (CMA) на церемонии 2017 года. Он выиграл в категории Лучший американа-альбом на 60-й церемонии Грэмми и International Album of the Year на церемонии 2018 года UK Americana Awards. Дополнительно песня «If We Were Vampires» выиграла Грэмми в категории Best American Roots Song.

### Рейтинги
| Публикация    | Список                                 | Год  | Ранг | Ссылка |
| ------------- | -------------------------------------- | ---- | ---- | ------ |
| Rolling Stone | 50 Best Albums of 2017                 | 2017 | 21   | [ 15 ] |
| Stereogum     | The 50 Best Albums of 2017             | 2017 | 49   | [ 16 ] |
| Uncut         | Albums of the Year                     | 2017 | 72   | [ 17 ] |
| Exclaim!      | Top 10 Folk and Country Albums of 2017 | 2017 | 4    | [ 18 ] |

The Nashville Sound дебютировал на четвёртом месте американского хит-парад Billboard 200 с тиражом 54,000 альбомных эквивалентных единиц, включая 51,000 истинных альбомных продаж (остальное стриминг и скачивание отдельных треков). Это стало лучшим для исполнителя результатом в его карьере, так как прошлый альбом Something More Than Free в 2015 достигал шестого места. Общий тираж альбома к июню 2018 года составил 141,400 копий в США.
Сингл 'If We Were Vampires' достиг позиции № 29 в чарте Billboard Triple A.

## Список композиций
Автор всех композиций Исбелл (кроме обозначенных)
Слова и музыка всех песен — Jason Isbell except where noted.
| №   | Название                                        | Длительность |
| --- | ----------------------------------------------- | ------------ |
| 1.  | «Last of My Kind»                               | 4:22         |
| 2.  | «Cumberland Gap»                                | 3:24         |
| 3.  | «Tupelo»                                        | 4:01         |
| 4.  | «White Man's World»                             | 3:56         |
| 5.  | «If We Were Vampires»                           | 3:35         |
| 6.  | «Anxiety» (авторы: Jason Isbell, Amanda Shires) | 6:57         |
| 7.  | «Molotov»                                       | 3:46         |
| 8.  | «Chaos and Clothes»                             | 3:34         |
| 9.  | «Hope the High Road»                            | 3:03         |
| 10. | «Something to Love»                             | 3:39         |

## Чарты
| Чарт (2017)                           | Лучший результат |
| ------------------------------------- | ---------------- |
| Australian Albums (ARIA)              | 30               |
| Бельгия/Фландрия (Ultratop)           | 48               |
| Бельгия/Валлония (Ultratop)           | 198              |
| Канада (Canadian Albums Chart)        | 24               |
| Нидерланды (Album Top 100)            | 39               |
| Ирландия (IRMA)                       | 61               |
| New Zealand Heatseekers Albums (RMNZ) | 5                |
| Норвегия (VG-lista)                   | 20               |
| Шотландия (Scottish Albums Chart)     | 13               |
| Swedish Albums (Sverigetopplistan)    | 35               |
| Швейцария (Schweizer Hitparade)       | 54               |
| Великобритания (UK Albums Chart)      | 26               |
| США (Billboard 200)                   | 4                |
| США (Billboard Folk Albums)           | 1                |
| США (Billboard Independent Albums)    | 1                |
| США (Billboard Top Country Albums)    | 1                |
| США (Billboard Top Rock Albums)       | 1                |